# Torpo stavkirke
Kościół klepkowy w Torpo (Torpo stavkirke) – kościół klepkowy (słupowy), znajdujący się w norweskiej miejscowości Torpo, w gminie Ål, w okręgu Buskerud.
Kościół został wzniesiony w 1192 roku. Jest najstarszym spośród siedmiu kościołów klepkowych w dolinie Hallingdal, które zachowały się do naszych czasów. Na stropie świątyni zachowały się XIII-wieczne zdobienia. Jest jednym z dwóch zachowanych "podpisanych" kościołów klepkowych. Runiczny inskrypcja brzmi: Thorolf zbudował ten kościół. 